# Fryerius magnus
Fryerius magnus är en insektsart som beskrevs av Andrej Vasiljevitj Gorochov 2004. Fryerius magnus ingår i släktet Fryerius och familjen syrsor. Inga underarter finns listade i Catalogue of Life.